# Dasymaschalon lomentaceum
Dasymaschalon lomentaceum är en kirimojaväxtart som beskrevs av Achille Eugène Finet och François Gagnepain. Dasymaschalon lomentaceum ingår i släktet Dasymaschalon, och familjen kirimojaväxter. Inga underarter finns listade i Catalogue of Life.